# Sven Kramer
Sven Kramer (Heerenveen, 23. travnja 1986.) je nizozemski brzoklizač i višestruki olimpijski pobjednik.
Sven Kramer drži rekord s devet svjetskih i devet europskih naslova prvaka u višeboju. On je olimpijski pobjednik na 5000 metara na Olimpijskim igrama u Vancouveru 2010., Sočiju 2014. i Pjongčangu 2018., a ima i zlato na 10 000 m iz Sočija. Osvajanjem zlatne medalje u Pjongčangu na 5000 m postao je prvi klizač koji je osvojio tri olimpijske titule u istoj disciplini. Također je postao prvi koji je osvojio osam olimpijskih medalja u brzom klizanju.
Sven Kramer ima i rekordnih 19 zlatnih medalja na Svjetskim prvenstvima u pojedinačnim natjecanjima; osam na 5000 metara, pet na 10 000 metara i šest u ekipnoj potjeri. U ekipnoj potjeri drži svjetski rekord (zajedno s Janom Blokhuijsenom i Koen Verweijem), a tri puta je obarao svjetske rekorde na 5000 m i 10 000 m. Osvajanjem svjetskog naslova u višeboju 2010., Kramer je postao prvi natjecatelj u povijesti, koji je osvojio četiri uzastopna prvenstva i osam uzastopnih međunarodnih natjecanja. Bio je neporažen na 18 međunarodnih prvenstava u kojima je sudjelovao od sezone 2006./2007.